# Get Wiser Live DVD
Get Wiser Live är en liveDVD inspelad den 6 januari, 2006 av Soldiers of Jah Army (SOJA) vid State Theatre i Falls Church, Virginia.  Spelningen innehöll två separata set, det första med äldre låtar, och det andra med låtarna från Get Wiser.

## Låtlista
1. Intro by Dermot Hussey
2. Open My Eyes
3. By My Side
4. My Life Alone
5. Faith Works
6. What Would...?
7. Strong For Them
8. Can't Tell Me
9. Be Aware
10. I've Got Time
11. Sorry
12. Bring Back Truth
13. You Don't Know Me
14. 911
15. Devils

Bonuslåtar:
1. Rasta Courage
2. True Love

## Medverande

### Från Gomba Jahbari
- Carmelo Romero - sång
- Misael Clemente - saxofon, flöjt
- Jahaziel Garcia - trumpet

### Från Rare Essence
- Milton "Go Go Mickey" Freeman - congas

### Från Eddie Drennon String Quartet
- Eddie Drennon - violin 1
- Lerna May-Frandsen - violin 2
- Julius Wirth - viola
- Henry Mays - cello